# 普丁專訪
《普丁專訪》是2017年美國電視紀錄片，由奧利佛·史東執導。共分為四部分、長達約4小時。內容是奧利佛·史東2015年至2017年之間與俄羅斯總統佛拉迪米爾·普丁的幾次訪談。
史東稱希望能藉這部片讓美國人能夠瞭解普丁的想法，消除美國和俄羅斯兩國之間的誤會，以避免陷入戰爭。

## 內容簡介
普丁在採訪中談及了許多主題，包括俄罗斯在乌克兰、叙利亚等地的军事行动，他和柯林頓、小布希、歐巴馬、川普、葉爾欽、戈巴契夫等人的關係，以及普丁自己的早年生活、進入蘇聯國家安全委員會工作、後來的政治經歷。
普丁批評了北大西洋公約組織，稱其是美國外交政策的工具。在談到史諾登事件時，普丁認為「史諾登不是叛徒」、但並不認同其洩密行為，普丁也同意美國國家安全局在監控問題上做得太過分。普丁還談及了針對他的暗殺行動。在談及2016年美國總統選舉時，普丁稱美国对俄罗斯干预选举的指责证据不足，並反過來指稱美国一直在干预俄罗斯的选举。
普丁和史東還一起觀看了史丹利·庫柏力克執導的黑色幽默喜劇電影《奇愛博士》。

## 製作
奧利佛·史東與普丁的第一次接觸是在他拍攝《神鬼駭客：史諾登》（2016年上映）的時候。
在2015年7月至2017年2月期間，史東於克里姆林宮、索契和位於莫斯科郊區的官邸中進行了對普丁的採訪。

## 播出
2017年6月12日至15日，《普丁專訪》在美國Showtime電視網分為四天首播。6月19日至22日，在俄羅斯的第一頻道播出。6月26日，在法國電視三台播出。

## 提名獎項
| 年分   | 獎項                 | 類別           | 得獎者或提名者 | 結果 |
| ------ | -------------------- | -------------- | -------------- | ---- |
| 2018年 | 第70屆黃金時段艾美獎 | 最佳原創主題曲 | 傑夫·比爾      | 提名 |

## 外部連結
- 互联网电影数据库（IMDb）上《普丁專訪》的资料（英文）
- 烂番茄上《普丁專訪》的資料（英文）

- Metacritic上《普丁專訪》的資料
- 開眼電影網上《普丁專訪》的資料（繁體中文）
- 豆瓣电影上《普丁專訪》的資料 （简体中文）